# Licisco Magagnato
Licisco Magagnato (Vicenza, 8 giugno 1921 – Venezia, 11 aprile 1987) è stato uno storico dell'arte e critico d'arte italiano.

## Biografia
Si laureò in lettere all'Università di Padova (1945) dove conseguì poi il diploma di perfezionamento in storia dell'arte (1951). Dal 1946 al 1951 fu assistente di Antonio Marco Dalla Pozza, prorettore del museo civico di Vicenza, e ne curarono insieme la riapertura con il restauro dei dipinti della collezione. Direttore del museo civico di Bassano del Grappa dal 1951 al 1955, Magagnano passò a dirigere i musei e le gallerie di Verona fino al pensionamento nel 1986.
Magagnato cresce e si forma all'insegna della cultura fascista; il desiderio di democrazia si sviluppa ben presto in Magagnato e si manifesta quasi a sottolineare come la maturità liceale coincida con la fine dell’adolescenza. Il mezzo principale attraverso cui dimostra il desiderio di libertà, è la pittura che pratica fino al 1940 o il 1941 e con la quale dimostra di avere come suo principale modello Giorgio Morandi.  È attraverso la pittura che denuncia gli avvenimenti oscuri della storia fascista, ne è un esempio Il cimitero degli ebrei (oggi appartenente alla Pinacoteca di Palazzo Chiericati di Vicenza) realizzato in occasione dell’entrata in vigore delle leggi razziali antisemite del 1938.
Negli anni di studio presso l’Università di Padova, Magagnato entra in contatto con Antonio Giuriolo, giovane docente trentatreenne e seguace del cosiddetto liberalsocialismo. Egli si rifiuta di prendere la tessera del partito mussoliniano pagando l’atto con l’emarginazione sociale. Magagnato, al fianco di Giuriolo, sostiene la lotta al regime attraverso la cultura e favorendo la circolazione di testi messi all’indice o introvabili. Questa lotta pacifica lo porta a relazionarsi con Francesco Flora e Carlo Ludovico Ragghianti. Magagnato incontra Ragghianti nel settembre del 1940, durante una riunione a casa di Luciano Tommelleri. Tale incontro sarà l’inizio di una grande amicizia e di un lungo sodalizio lavorativo.
Nel primo semestre del 1943 Magagnato contribuisce alla creazione della collana stampata Collezione del Palladio. Per tale collana, Magagnato è autore del quaderno Nazione e rapporti internazionali nel pensiero di Mazzini nel quale riflette sul pensiero di Mazzini e di Carlo Cattaneo ponendosi in contrasto con la strumentalizzazione del pensiero mazziniano da parte del Partito Fascista.
Il cinque dicembre 1943 viene arrestato e accusato di cospirazione dal Tribunale Speciale Straordinario. Viene dapprima incarcerato presso il carcere di Padova Paolotti, anche conosciuto come Chiesa dei Paolotti, è un ex carcere giudiziario situato a Padova, in Italia, che è stato sostituito dal nuovo complesso penitenziario Due Palazzi.  Verrà successivamente trasferito al carcere degli Scalzi a Verona da cui esce per il “rotto della cuffia”, come testimonia l’amico Neri Pozza.
A conflitto terminato Magagnato non si dimentica della politica ma persevera seguendo dapprima le sorti del Partito d’Azione, che nel 1946 subisce una spaccatura interna, per poi giungere al Partito Repubblicano, al quale si iscrive nel 1948.
Successivamente alla parentesi partigiana e contemporaneamente agli avvenimenti politici del secondo dopoguerra, Magagnato si sposa con Lidia Sandonà (1948) da cui avrà il suo unico figlio Alberto nel 1949. Prosegue i suoi studi a Padova presso la Scuola di specializzazione di Storia dell’Arte concludendo definitivamente la sua carriera accademica nel 1951, anno in cui si diploma con una tesi su Antonio De Pieri, soprannominato “lo Zoppo”, seguito da Giuseppe Fiocco.
Nel 1950 è ospite al Warburg Institute di Londra dove incontra maestri del calibro di Rudolf Wittkower e André Chastel. Qui può dare seguito agli studi iniziati con Antonio Dalla Pozza.
Nel Report of The Warburg Institute, G. Bing parla degli studi intrapresi da Dalla Pozza e Magagnato, che trovano approdo in un cortometraggio di quattordici minuti intitolato L’Olimpico, prodotto da VaFra Film Vicenza nel 1948 e diretto da Paolo Vajenti. A Londra, sotto la supervisione di Wittkower, dà il proprio contributo agli studi sul Teatro Olimpico. Nel 1951 il “Journal of the Warburg Institute and Courtauld Institutes” dà alle stampe The Genesis of Teatro Olimpico.
Sempre nel 1950 è all’Università di Reading su invito di Donald J. Gordon, studioso scozzese di letteratura inglese del Cinquecento e del Seicento, per dare il proprio contributo ad uno studio organico sul Teatro Olimpico[54]. Il risultato principale di quest’analisi sul teatro rinascimentale è da datarsi al 1954 quando viene dato alle stampe Teatri italiani del Cinquecento. Magagnato rifiuta una borsa di studio presso l’Università di Reading offertagli nel 1952 da Donald Gordon. La motivazione ufficiale fornita da Magagnato a Gordon è l’impegno preso presso il Museo Civico di Bassano del Grappa e il diniego di un periodo di aspettativa da parte del Sindacato locale.
Nei quattro anni in cui lavora a Bassano, Magagnato dà un forte impulso al museo, alla biblioteca e all’archivio sollecitando continuamente iniziative culturali a favore di quell’idea di “museo attivo” che proprio in questi anni sviluppa. Lascia a Bassano un’impronta così forte che nel 1986 il Comune gli conferirà il Premio di cultura Città di Bassano.
Nel 1957 inizia la collaborazione con l’architetto Carlo Scarpa.
Nonostante i grandi impegni dovuti alla sua carica veronese, non dimentica la sua città natale e nel 1964 è membro del Comitato Scientifico del Centro Internazionale di Studi Andrea Palladio (C.I.S.A.) per il quale pubblica diversi articoli.
Nel 1967 consegue la libera docenza e dal 1970 è il primo docente di Storia dell’Arte della neonata Università di Verona, dove organizza corsi serali per studenti lavoratori allo scopo di avvicinarli al mondo della Storia dell’Arte. Questo intento didattico, rivolto ad una sempre maggiore porzione di cittadinanza, trova maggior impulso nel 1973 quando fonda il Centro Iniziative Educazione Artistica (C.I.E.A.) con l'intenzione di promuovere il rapporto tra scuola, museo ed ambiente e istituisce nei musei d'arte le visite guidate con personale specializzato.
Nel 1977 lavora a Mantova per curare la scelta delle opere e il catalogo della mostra su Pio Semeghini organizzata nelle sale di Palazzo Te. Nel 1984 diviene direttore scientifico fino al 1986 dei “Quaderni di Palazzo Te”, pubblicati da Franco Cosimo Panini.
Nonostante lasci il suo incarico presso i Musei di Verona nel 1986, il Comune, conscio della grande importanza della figura di Magagnato, gli conferisce l'incarico biennale di consulenza per i progetti di sviluppo dei programmi culturali dell'amministrazione comunale.
Scompare a Venezia, dove si era recato per presiedere una Commissione di Studio, l’11 aprile 1987 a causa di un ictus cerebrale.